# Martin Karl
Martin Karl   (Würzburg, 3 de juny de 1911 - Unió Soviètica, 1 de març de 1942) fou un remer alemany que va competir durant la dècada de 1930.
El 1936 va prendre part en els Jocs Olímpics de Berlín, on guanyà la medalla d'or en la prova del quatre sense timoner del programa de rem. Formà equip amb Rudolf Eckstein, Anton Rom i Wilhelm Menne. En el seu palmarès també destaquen una medalla d'or en el quatre sense timoner del Campionat d'Europa de rem de 1934.
Va morir al camp de batalla mentre lluitava al Front Oriental de la Segona Guerra Mundial.